# ミニミニ・バンバン
『ミニミニ・バンバン』は、1968年10月4日から1969年3月28日までTBS系列局で放送されていたTBS製作のバラエティ番組である。全26回（24回＋再放送2回）。放送時間は毎週金曜 19:30 - 20:00 （日本標準時）。

## 概要
女性芸能人4人が司会を務めていた番組。番組はスタジオでのコントやショーなどによって構成。また、屋外で収録してきた映像を、コマ落としやストップモーションを駆使して放送していた。

## 出演者

### 司会
- ジュディ・オング
- いしだあゆみ
- 加賀城みゆき
- 川奈ミキ

### レギュラー
- ロイ・ジェームス
- 毒蝮三太夫
- 横山やすし・西川きよし

## スタッフ
- 作・構成：たかたかし、中原弓彦、保富康午、大倉徹也、曽我部博士
- 演出：井原利一
- プロデューサー：野中杉二、井田舒也
- 制作協力：日本コロムビア

## テーマ曲
「ミニミニ・バンバン」
歌：ジュディ・オング、いしだあゆみ、加賀城みゆき、川奈ミキ

## 放送リスト
| 回     | 放送日   | サブタイトル                 |
| 1968年 | 1968年   | 1968年                       |
| ------ | -------- | ---------------------------- |
| 1      | 10月4日  | スポーツ・カーなんか大キライ |
| 2      | 10月11日 | わたし自由がほしいの         |
| 3      | 10月18日 | お料理コワイ！               |
| 4      | 10月25日 | ヨコハマ迷い子騒動           |
| 5      | 11月1日  | これぞヒットソング！         |
| 6      | 11月8日  | おおあこがれの男性航路！     |
| 7      | 11月15日 | 待ってました！大統領         |
| 8      | 11月22日 | ギャングの子守歌             |
| 再放送 | 11月29日 | （第6回の再放送）            |
| 9      | 12月6日  | はれんち大パーティー         |
| 10     | 12月13日 | ばつぐん！魅惑の18才         |
| 11     | 12月20日 | 雨の赤坂                     |
| 12     | 12月27日 | あゝ故郷さん                 |
| 1969年 |          |                              |
| 13     | 1月3日   | 新春富士山大追跡             |
| 再放送 | 1月10日  | （第11回の再放送）           |
| 14     | 1月17日  | 流行をさがせ！               |
| 15     | 1月24日  | 晴れ姿ミニミニ合戦           |
| 16     | 1月31日  | 恋人をさがせ！               |
| 17     | 2月7日   | ヤッホー・白い娘たち         |
| 18     | 2月14日  | 魔女とスパイと……             |
| 19     | 2月21日  | 夢みる国の娘たち             |
| 20     | 2月28日  | 谷啓の怪物博士               |
| 21     | 3月7日   | ミニミニ学園は大さわぎ       |
| 22     | 3月14日  | マンガ王国危機イッパツ！     |
| 23     | 3月21日  | ミニミニ・タウンの決闘       |
| 24     | 3月28日  | アクションでいこう           |

参考：『毎日新聞縮刷版』毎日新聞社、ラジオ・テレビ欄。

## 放送局
- TBS（制作局）：金曜 19:30 - 20:00
- 北海道放送：金曜 19:30 - 20:00[1]
- 秋田放送：日曜 10:30 - 11:00[2]
- 山形放送：日曜 10:30 - 11:00[3]
- 岩手放送：金曜 19:00 - 19:30[4]
- 東北放送：火曜 19:30 - 20:00[5]
- 福島テレビ：水曜 18:15 - 18:45[5]
- 新潟放送：金曜 19:30 - 20:00（キー局と同時刻だが遅れネット）[6]
- 北日本放送：日曜 18:00 - 18:30（1969年3月30日最終回）[7]
- 信越放送：土曜 19:00 - 19:30[8]
- 静岡放送：月曜 18:00 - 18:30[9]
- 中部日本放送：金曜 19:30 - 20:00[10]

- 朝日放送：金曜 19:30 - 20:00[11]
- 山陽放送：金曜 19:30 - 20:00[12]
- 中国放送：金曜 19:30 - 20:00[12]
- 山口放送：日曜 18:00 - 18:30[13]
- 南海放送：木曜 19:00 - 19:30[13]
- 高知放送：日曜 18:00 - 18:30[13]
- RKB毎日放送：金曜 19:30 - 20:00[14]
- 長崎放送：火曜 19:30 - 20:00[14]
- 熊本放送：木曜 18:00 - 18:30[14]
- 大分放送：火曜 19:30 - 20:00[13]
- 宮崎放送：金曜 19:30 - 20:00[15]
- 南日本放送：金曜 19:30 - 20:00[15]
- 琉球放送：火曜 19:30 - 20:00[16]